# Ingrid Tomkowiak
Ingrid Tomkowiak (* 19. Juni  1956 in Helmstedt) ist eine deutsche und schweizerische Literatur- und Kulturwissenschaftlerin. Sie lehrt und forscht an der Universität Zürich.

## Ausbildung und Beruf
Ingrid Tomkowiak studierte von 1976 bis 1979 Germanistik und Anglistik an der Universität Freiburg, anschließend an der University of Stirling und bis 1982 Deutsch und Englisch an der Universität Göttingen. 1982 legte sie das erste Staatsexamen ab und nach weiterem Studium der Volkskunde, Germanistik und Anglistik an der Universität Göttingen promovierte sie 1987 an der Universität Hamburg. 2001 folgte die Habilitation an der Universität Zürich.
Von  2003 bis April 2012 war Tomkowiak Wissenschaftliche Leiterin der Abteilung Populäre Literaturen und Medien am Institut für Populäre Kulturen der Universität Zürich. Seit 2009 ist sie Forschungsleiterin des Schweizerischen Instituts für Kinder- und Jugendmedien SIKJM, Assoziiertes Institut der Universität Zürich.
Seit Februar 2012 ist Tomkowiak zudem Professorin für Populäre Literaturen und Medien mit dem Schwerpunkt Kinder- und Jugendmedien am heutigen Institut für Sozialanthropologie und Empirische Kulturwissenschaft (ISEK – Populäre Kulturen) der Universität Zürich.
Tomkowiak ist Herausgeberin der Reihe "Populäre Literaturen und Medien" (Chronos, Zürich) und Mitherausgeberin der Zeitschrift kids+media. Zeitschrift für Kinder- und Jugendmedienforschung sowie der Zeitschrift interjuli. Internationale für Kinder- und Jugendliteraturforschung.

## Werke (Auswahl)
- mit Gina Weinkauff, Ute Dettmar, Thomas Möbius (Hrsg.): Kinder und Jugendliteratur in Medienkontexten. Adaption – Hybridisierung – Intermedialität – Konvergenz. Lang, Frankfurt am Main, u. a. 2014.
- mit Ute Dettmar, Gabriele von Glasenapp, Caroline Roeder (Hrsg.): An allen Fronten. Kriege und politische Konflikte in Kinder- und Jugendmedien. Chronos, Zürich 2013, ISBN 978-3-0340-1161-7.
- mit Gunda Mairbäurl, Ernst Seibert, Klaus Müller-Wille (Hrsg.): Kinderliterarische Mythen-Translation. Zur Konstruktion phantastischer Welten bei Tove Jansson, C.S. Lewis und J.R.R. Tolkien. Praesens, Wien / Chronos, Zürich 2013.
- als Hrsg.: Little Boxes All the Same? Suburbia: gelebt – gedacht – inszeniert. Institut für Populäre Kulturen, Zürich 2012.
- als Hrsg.: Perspektiven der Kinder- und Jugendmedienforschung. Chronos, Zürich 2011, ISBN 978-3-03-401074-0.
- mit Gabriela Muri (Hrsg.): Alltagsglück. Populäre Befindlichkeiten, Sinnkonstrukte und Praktiken. In: Schweizerisches Archiv für Volkskunde. Themenheft 1/106, 2010.
- mit Werner J. Egli (Hrsg.): Intimität. Chronos, Zürich 2008, ISBN 978-3-03-400931-7.
- mit Brigitte Frizzoni (Hrsg.): Unterhaltung. Konzepte – Formen – Wirkungen. Chronos, Zürich 2006.
- als Hrsg.: Populäre Enzyklopädien. Von der Auswahl, Ordnung und Vermittlung des Wissens. Chronos, Zürich 2002, ISBN 3-0340-0550-4.
- mit Ulrich Marzolph: Grimms Märchen international.;
  - Band 1. Texte. Schöningh, Paderborn 1996, ISBN 3-506-75415-7.
  - Band 2. Kommentar. Schöningh, Paderborn 1996, ISBN 3-506-75416-5.
- mit Rudolf Schenda: Istorie bellissime. Italienische Volksdrucke des 19. Jahrhunderts aus der Sammlung Reinhold Köhlers in Weimar. Harrassowitz, Wiesbaden 1993, ISBN 3-447-03424-6.
- Lesebuchgeschichten. Erzählstoffe in Schullesebüchern 1770–1920. Verlag Walter de Gruyter, Berlin 1993, ISBN 3-11-014077-2.